# Monroe Minor Redden
Monroe Minor Redden (* 24. September 1901 in Hendersonville, Henderson County, North Carolina; † 16. Dezember 1987 ebenda) war ein US-amerikanischer Politiker. Zwischen 1947 und 1953 vertrat er den Bundesstaat North Carolina im US-Repräsentantenhaus.

## Werdegang
Monroe Redden besuchte die öffentlichen Schulen seiner Heimat. Nach einem anschließenden Jurastudium am Wake Forest College und seiner 1923 erfolgten Zulassung als Rechtsanwalt begann er in Hendersonville in diesem Beruf zu arbeiten. Gleichzeitig schlug er als Mitglied der Demokratischen Partei eine politische Laufbahn ein. Zwischen 1930 und 1946 führte er den Parteivorsitz im Henderson County. In den Jahren 1942 bis 1944 war er Staatsvorsitzender der Demokraten in North Carolina.
Bei den Kongresswahlen des Jahres 1946 wurde Redden im zwölften Wahlbezirk von North Carolina in das US-Repräsentantenhaus in Washington, D.C. gewählt, wo er am 3. Januar 1947 die Nachfolge von Zebulon Weaver antrat. Nach zwei Wiederwahlen konnte er bis zum 3. Januar 1953 drei Legislaturperioden im Kongress absolvieren. Diese waren von den Ereignissen des Kalten Krieges und des Koreakrieges geprägt. 1952 verzichtete Redden auf eine weitere Kandidatur. In der Folge praktizierte er wieder als Anwalt. In den Jahren 1956 bis 1959 war er Präsident der Southern Heritage Life Insurance Co. Außerdem fungierte er bis zu seinem Tod als Vorstandsvorsitzender der Home Bank and Trust Company. Er starb am 16. Dezember 1987 in seinem Heimatort Hendersonville.